# Cascades Ngonye
Les cascades Ngonye o cascades Sioma són unes cascades del riu Zambezi, a l'oest de Zàmbia, prop de la ciutat de Sioma i a uns pocs centenars de quilòmetres aigües amunt de les cascades Victòria. Situades a la part sud de Barotseland, per arribar a les cascades s'ha de fer un viatge difícil de dos o tres dies des de la capital, Lusaka. Per la seva inaccessibilitat, les fa molt menys conegudes que les cascades Victòria. La zona circumdant es va convertir en un parc nacional el 2010-2011.
Les cascades estan formades pel mateix procés geològic que les cascades Victoria, amb esquerdes al basalt de la llera del riu que es van erosionant per formar la cascada. La seva altura és només d'entre 10 i 25 metres, però l'ample de les cascades és impressionant. Formen un ample creixent, interromput per afloraments rocosos.
A la part superior de les cascades, el riu és ample i poc profund; a mesura, però, que flueix per les sorres del Kalahari, per sota de les cascades existeixen amplis ràpids d'aigua blanca, ja que el riu està inclinat per les gorges tallades en roca de basalt.
Per la zona dels voltants es pot veure una gran varietat de fauna salvatge, especialment al Parc Nacional de Sioma Ngwezi, i freqüentment es poden veure elefants pel riu, als voltants de les cascades.